# Coupe du monde masculine espoirs de hockey sur gazon 2021
Navigation
2016 2023
La Coupe du monde masculine de hockey sur gazon des moins de 21 ans 2021 sera la 12e édition de la Coupe du monde masculine de hockey sur gazon des moins de 21 ans, le championnat du monde bisannuel de hockey sur gazon masculin des moins de 21 ans organisé par la Fédération internationale de hockey. Il se tiendra au Kalinga Stadium de Bhubaneswar, en Inde, du 24 novembre au 5 décembre 2021,.
Les hôtes, l'Inde, sont les champions en titre.

## Équipes qualifiées
Au total, 16 équipes se qualifieront pour le tournoi final. En plus de l'Inde, qui s'est qualifiée automatiquement en tant qu'hôte, 15 autres équipes se qualifieront à partir de cinq compétitions continentales distinctes.
| Événement                 | Dates                 | Lieu                  | Quotas | Qualifiés                                                                     |
| ------------------------- | --------------------- | --------------------- | ------ | ----------------------------------------------------------------------------- |
| Pays hôte                 | 17 février 2020       | NC                    | 1      | Inde (3)                                                                      |
| Championnat d'Europe 2019 | 15 - 21 juillet 2019  | Valence               | 5      | Belgique (1) Pays-Bas (4) Allemagne (5) Espagne (9) France (13)               |
| Coupe d'Amérique 2021     | 21 - 28 août 2021     | Santiago              | 2      | Argentine (7) Chili (29)                                                      |
| Carte invitation          | 23 septembre 2021     | NC                    | 3      | Canada (11) États-Unis (23) Pologne (26)                                      |
| Compétitions annulées     | Compétitions annulées | Compétitions annulées | 5      | Malaisie (10) Afrique du Sud (12) Corée du Sud (16) Pakistan (18) Égypte (21) |
| Total                     | Total                 | Total                 | 16     |                                                                               |

## Arbitres
Les 14 arbitres suivants ont été sélectionnés le 23 septembre 2021 par la FIH:
| - Deepak Joshi - Michael Dutrieux - Zeke Newman - Paul van den Assum | - Dan Barstow - Paul Walker - Bevan Nichol - Tyler Klenk | - Ilanggo Kanabathu - Sean Rapaport - Hideki Kinoshita | - Alex Fedenczuk - Peter Kabaso - Federico Garcia |

## Phase préliminaire
Toutes les heures correspondent à l'heure normale de l'Inde (UTC+5:30).

### Poule A
| Rang | Équipe         | J | V | N | D | BP | BC | Diff | Pts | Qualification    |
| ---- | -------------- | - | - | - | - | -- | -- | ---- | --- | ---------------- |
| 1    | Belgique       | 3 | 2 | 1 | 0 | 9  | 2  | +7   | 7   | Quarts de finale |
| 2    | Malaisie       | 3 | 2 | 1 | 0 | 7  | 5  | +2   | 7   | Quarts de finale |
| 3    | Afrique du Sud | 3 | 1 | 0 | 2 | 9  | 10 | -1   | 3   |                  |
| 4    | Chili          | 3 | 0 | 0 | 3 | 2  | 10 | -8   | 0   |                  |

Source: FIH
En cas d'égalité de points de plusieurs équipes à l'issue des matchs de poule, les critères suivants sont appliqués dans l'ordre indiqué pour établir leur classement:
1. Points,
2. Différence de buts,
3. Buts pour,
4. Plus grand nombre de points obtenus dans les matchs de poule disputés entre les équipes concernées.

| Match 1                | Belgique                                                              | 5 - 1   | Afrique du Sud |                                            |                                            |
| 24 novembre 2021 09h30 | Duvekot 7e, 45e · Onana 24e · Van Dessel 55e · Van Cleynenbreugel 58e | (2 - 1) | 15e Van Tonder | Arbitrage : Paul van den Assum Dan Barstow | Arbitrage : Paul van den Assum Dan Barstow |
| 24 novembre 2021 09h30 | Rapport                                                               |         |                | Arbitrage : Paul van den Assum Dan Barstow | Arbitrage : Paul van den Assum Dan Barstow |

| Match 4 | Malaisie                       | 2 - 1   | Chili        |                                          |                                          |
| 17h00   | Kamarulzaman 34e · Syarman 43e | (0 - 0) | 59e Wolansky | Arbitrage : Tyler Klenk Antonio Ilgrande | Arbitrage : Tyler Klenk Antonio Ilgrande |
| 17h00   | Rapport                        |         |              | Arbitrage : Tyler Klenk Antonio Ilgrande | Arbitrage : Tyler Klenk Antonio Ilgrande |

| Match 11               | Afrique du Sud                                                   | 5 - 1   | Chili       |                                                 |                                                 |
| 26 novembre 2021 09h30 | Abdulla 7e · Jarvis 36e · Le Forestier 42e, 59e · Van Tonder 45e | (1 - 0) | 37e Amoroso | Arbitrage : Paul van den Assum Hideki Kinoshita | Arbitrage : Paul van den Assum Hideki Kinoshita |
| 26 novembre 2021 09h30 | Rapport                                                          |         |             | Arbitrage : Paul van den Assum Hideki Kinoshita | Arbitrage : Paul van den Assum Hideki Kinoshita |

| Match 15 | Belgique        | 1 - 1   | Malaisie   |                                      |                                      |
| 19h30    | Stockbroekx 49e | (0 - 1) | 29e Amirul | Arbitrage : Deepak Joshi Paul Walker | Arbitrage : Deepak Joshi Paul Walker |
| 19h30    | Rapport         |         |            | Arbitrage : Deepak Joshi Paul Walker | Arbitrage : Deepak Joshi Paul Walker |

| Match 18               | Malaisie                                                         | 4 - 3   | Afrique du Sud                 |                                              |                                              |
| 27 novembre 2021 14h30 | Muhammad K. 29e · Kamarulzaman 41e · Shamir 49e · Akhimullar 56e | (1 - 0) | 34e Morgan · 48e, 54e Campbell | Arbitrage : Michael Dutrieux Federico Garcia | Arbitrage : Michael Dutrieux Federico Garcia |
| 27 novembre 2021 14h30 | Rapport                                                          |         |                                | Arbitrage : Michael Dutrieux Federico Garcia | Arbitrage : Michael Dutrieux Federico Garcia |

| Match 19 | Belgique                                 | 3 - 0   | Chili |                                        |                                        |
| 17h00    | Putters 2e · Stockbroekx 27e · Onana 48e | (2 - 0) |       | Arbitrage : Ilanggo Kanabathu Eric Koh | Arbitrage : Ilanggo Kanabathu Eric Koh |
| 17h00    | Rapport                                  |         |       | Arbitrage : Ilanggo Kanabathu Eric Koh | Arbitrage : Ilanggo Kanabathu Eric Koh |

### Poule B
| Rang | Équipe  | J | V | N | D | BP | BC | Diff | Pts | Qualification    |
| ---- | ------- | - | - | - | - | -- | -- | ---- | --- | ---------------- |
| 1    | France  | 3 | 3 | 0 | 0 | 23 | 6  | +17  | 9   | Quarts de finale |
| 2    | Inde    | 3 | 2 | 0 | 1 | 25 | 8  | +17  | 6   | Quarts de finale |
| 3    | Pologne | 3 | 1 | 0 | 2 | 4  | 15 | -11  | 3   |                  |
| 4    | Canada  | 3 | 0 | 0 | 3 | 2  | 25 | -23  | 0   |                  |

Source: FIH
En cas d'égalité de points de plusieurs équipes à l'issue des matchs de poule, les critères suivants sont appliqués dans l'ordre indiqué pour établir leur classement:
1. Points,
2. Différence de buts,
3. Buts pour,
4. Plus grand nombre de points obtenus dans les matchs de poule disputés entre les équipes concernées.

| Match 3                | Canada  | 0 - 1   | Pologne         |                                            |                                            |
| 24 novembre 2021 14h30 |         | (0 - 0) | 34e E. Bembenek | Arbitrage : Ilanggo Kanabathu Peter Kabaso | Arbitrage : Ilanggo Kanabathu Peter Kabaso |
| 24 novembre 2021 14h30 | Rapport |         |                 | Arbitrage : Ilanggo Kanabathu Peter Kabaso | Arbitrage : Ilanggo Kanabathu Peter Kabaso |

| Match 5 | Inde                             | 4 - 5   | France                                            |                                  |                                  |
| 20h00   | Uttam 10e · Sanjay 15e, 57e, 58e | (2 - 3) | 1e, 23e, 32e T. Clément · 7e Marqué · 48e Sellier | Arbitrage : Paul Walker Eric Koh | Arbitrage : Paul Walker Eric Koh |
| 20h00   | Rapport                          |         |                                                   | Arbitrage : Paul Walker Eric Koh | Arbitrage : Paul Walker Eric Koh |

| Match 9                | France                                                             | 7 - 1   | Pologne       |                                               |                                               |
| 25 novembre 2021 17h00 | Igau 1e · T. Clément 3e, 36e · Sellier 11e, 27e, 34e · Bournac 54e | (4 - 1) | 22e Jarzyński | Arbitrage : Hideki Kinoshita Antonio Ilgrande | Arbitrage : Hideki Kinoshita Antonio Ilgrande |
| 25 novembre 2021 17h00 | Rapport                                                            |         |               | Arbitrage : Hideki Kinoshita Antonio Ilgrande | Arbitrage : Hideki Kinoshita Antonio Ilgrande |

| Match 10 | Inde | 13 - 1  | Canada     |                                       |                                       |
| 19h30    | Uttam 6e, 47e · Vivek 8e · Sanjay 17e, 32e, 59e · Maninder 27e · Shardanand 35e, 53e · Araijeet 40e, 50e, 51e · Abhisek 55e | (4 - 1) | 30e Tardif | Arbitrage : Dan Barstow Sean Rapaport | Arbitrage : Dan Barstow Sean Rapaport |
| 19h30    | Rapport |         |            | Arbitrage : Dan Barstow Sean Rapaport | Arbitrage : Dan Barstow Sean Rapaport |

| Match 17               | Canada    | 1 - 11  | France |                                             |                                             |
| 27 novembre 2021 12h00 | Davis 48e | (0 - 5) | 6e, 34e, 58e T. Clément · 11e, 28e Igau · 20e Gonessa · 26e Sellier · 33e Bournac · 40e, 46e Jouin · 43e Verrier | Arbitrage : Paul van den Assum Peter Kabaso | Arbitrage : Paul van den Assum Peter Kabaso |
| 27 novembre 2021 12h00 | Rapport   |         | | Arbitrage : Paul van den Assum Peter Kabaso | Arbitrage : Paul van den Assum Peter Kabaso |

| Match 20 | Inde                                                                             | 8 - 2   | Pologne                       |                                             |                                             |
| 19h30    | Sanjay 4e, 58e · Araijeet 8e, 60e · Sudeep 24e, 40e · Uttam 34e · Shardanand 38e | (3 - 0) | 50e Rutkowski · 54e R. Pawlak | Arbitrage : Alex Fedenczuk Antonio Ilgrande | Arbitrage : Alex Fedenczuk Antonio Ilgrande |
| 19h30    | Rapport                                                                          |         |                               | Arbitrage : Alex Fedenczuk Antonio Ilgrande | Arbitrage : Alex Fedenczuk Antonio Ilgrande |

### Poule C
| Rang | Équipe       | J | V | N | D | BP | BC | Diff | Pts | Qualification    |
| ---- | ------------ | - | - | - | - | -- | -- | ---- | --- | ---------------- |
| 1    | Pays-Bas     | 3 | 3 | 0 | 0 | 29 | 7  | +22  | 9   | Quarts de finale |
| 2    | Espagne      | 3 | 2 | 0 | 1 | 28 | 3  | +25  | 6   | Quarts de finale |
| 3    | Corée du Sud | 3 | 1 | 0 | 2 | 10 | 22 | -12  | 3   |                  |
| 4    | États-Unis   | 3 | 0 | 0 | 3 | 1  | 36 | -35  | 0   |                  |

Source: FIH
En cas d'égalité de points de plusieurs équipes à l'issue des matchs de poule, les critères suivants sont appliqués dans l'ordre indiqué pour établir leur classement:
1. Points,
2. Différence de buts,
3. Buts pour,
4. Plus grand nombre de points obtenus dans les matchs de poule disputés entre les équipes concernées.

| Match 7                | Pays-Bas | 12 - 5  | Corée du Sud                              |                                            |                                            |
| 25 novembre 2021 12h00 | Schouten 10e · Bukkens 13e, 16e, 36e, 58e, 60e · Van der Veen 18e, 26e, 53e · Hortensius 21e · Bijnen 35e, 49e | (6 - 2) | 7e, 14e, 48e Jeong · 41e Yoo · 54e Kim H. | Arbitrage : Alex Fedenczuk Federico Garcia | Arbitrage : Alex Fedenczuk Federico Garcia |
| 25 novembre 2021 12h00 | Rapport |         |                                           | Arbitrage : Alex Fedenczuk Federico Garcia | Arbitrage : Alex Fedenczuk Federico Garcia |

| Match 8 | Espagne | 17 - 0   | États-Unis |                                   |                                   |
| 14h30   | Clapés 6e, 14e, 29e, 30e · Rodríguez 7e, 15e · Pe. Cunill 9e, 29e · Vilallonga 13e · De Ignacio-Simó 26e, 31e, 37e · Cabre-Verdiell 46e · Pa. Cunill 55e · Bonastre 56e · Fortuño (2x)60e | (10 - 0) |            | Arbitrage : Deepak Joshi Eric Koh | Arbitrage : Deepak Joshi Eric Koh |
| 14h30   | Rapport |          |            | Arbitrage : Deepak Joshi Eric Koh | Arbitrage : Deepak Joshi Eric Koh |

| Match 12               | Corée du Sud                                        | 5 - 1   | États-Unis |                                           |                                           |
| 26 novembre 2021 12h00 | Lee Se. 4e · Jeong 12e · Hwang 27e · Kim T. 36, 39e | (3 - 0) | 37e Katz   | Arbitrage : Michael Dutrieux Peter Kabaso | Arbitrage : Michael Dutrieux Peter Kabaso |
| 26 novembre 2021 12h00 | Rapport                                             |         |            | Arbitrage : Michael Dutrieux Peter Kabaso | Arbitrage : Michael Dutrieux Peter Kabaso |

| Match 13 | Pays-Bas                               | 3 - 2   | Espagne                      |                                       |                                       |
| 14h30    | Schouten 9e · Jansen 27e · Bukkens 59e | (2 - 0) | 38e Lacalle · 45e Pa. Cunill | Arbitrage : Tyler Klenk Sean Rapaport | Arbitrage : Tyler Klenk Sean Rapaport |
| 14h30    | Rapport                                |         |                              | Arbitrage : Tyler Klenk Sean Rapaport | Arbitrage : Tyler Klenk Sean Rapaport |

| Match 21               | Espagne | 9 - 0   | Corée du Sud |                                  |                                  |
| 28 novembre 2021 12h00 | Fortuño 8e · Pe. Cunill 19e, 40e · De Ignacio-Simó 24e · Abajo 35e, 44e · Vilallonga 51e · Pa. Cunill 55e, 58e | (3 - 0) |              | Arbitrage : Dan Barstow Eric Koh | Arbitrage : Dan Barstow Eric Koh |
| 28 novembre 2021 12h00 | Rapport |         |              | Arbitrage : Dan Barstow Eric Koh | Arbitrage : Dan Barstow Eric Koh |

| Match 22 | Pays-Bas | 14 - 0  | États-Unis |                                                |                                                |
| 14h30    | Van der Veen 6e · Bukkens 11e, 12e, 23e, 33e, 51e · Van Bijnen 14e, 25e, 44e · Dommershuijzen 16e, 33e, 57e · Hortensius 31e · Boeren 35e | (7 - 0) |            | Arbitrage : Ilanggo Kanabathu Antonio Ilgrande | Arbitrage : Ilanggo Kanabathu Antonio Ilgrande |
| 14h30    | Rapport |         |            | Arbitrage : Ilanggo Kanabathu Antonio Ilgrande | Arbitrage : Ilanggo Kanabathu Antonio Ilgrande |

### Poule D
| Rang | Équipe    | J | V | N | D | BP | BC | Diff | Pts | Qualification    |
| ---- | --------- | - | - | - | - | -- | -- | ---- | --- | ---------------- |
| 1    | Allemagne | 3 | 3 | 0 | 0 | 19 | 4  | +15  | 9   | Quarts de finale |
| 2    | Argentine | 3 | 2 | 0 | 1 | 20 | 6  | +14  | 6   | Quarts de finale |
| 3    | Pakistan  | 3 | 1 | 0 | 2 | 8  | 10 | -2   | 3   |                  |
| 4    | Égypte    | 3 | 0 | 0 | 3 | 1  | 28 | -27  | 0   |                  |

Source: FIH
En cas d'égalité de points de plusieurs équipes à l'issue des matchs de poule, les critères suivants sont appliqués dans l'ordre indiqué pour établir leur classement:
1. Points,
2. Différence de buts,
3. Buts pour,
4. Plus grand nombre de points obtenus dans les matchs de poule disputés entre les équipes concernées.

| Match 2                | Allemagne                                                            | 5 - 2   | Pakistan                       |                                           |                                           |
| 24 novembre 2021 12h00 | Struthoff 1e · Duckscheer 14e, 54e · Siegburg 19e · Schwarzhaupt 22e | (4 - 1) | 18e Abdul S. · 49e Muhammad H. | Arbitrage : Sean Rapaport Federico Garcia | Arbitrage : Sean Rapaport Federico Garcia |
| 24 novembre 2021 12h00 | Rapport                                                              |         |                                | Arbitrage : Sean Rapaport Federico Garcia | Arbitrage : Sean Rapaport Federico Garcia |

| Match 6                | Argentine | 14 - 0  | Égypte |                                                |                                                |
| 25 novembre 2021 09h30 | Zarate 3e, 47e, 58e · Ruíz 10e · Domene 12e, 58e · Capurro 22e, 44e · Agostini 25e · Nardolillo 39e · Méndez 46e · Krüger 47e · Stellato 48e · Toscani 51e | (5 - 0) |        | Arbitrage : Michael Dutrieux Ilanggo Kanabathu | Arbitrage : Michael Dutrieux Ilanggo Kanabathu |
| 25 novembre 2021 09h30 | Rapport |         |        | Arbitrage : Michael Dutrieux Ilanggo Kanabathu | Arbitrage : Michael Dutrieux Ilanggo Kanabathu |

| Match 14               | Allemagne                                    | 3 - 2   | Argentine                   |                                        |                                        |
| 26 novembre 2021 17h00 | Poljaric 11e · Schwarzhaupt 32e · Müller 44e | (1 - 0) | 38e Stellato · 54e Agostini | Arbitrage : Dan Barstow Alex Fedenczuk | Arbitrage : Dan Barstow Alex Fedenczuk |
| 26 novembre 2021 17h00 | Rapport                                      |         |                             | Arbitrage : Dan Barstow Alex Fedenczuk | Arbitrage : Dan Barstow Alex Fedenczuk |

| Match 16               | Pakistan             | 3 - 1   | Égypte   |                                          |                                          |
| 27 novembre 2021 09h30 | Ali R. 19e, 32e, 53e | (1 - 1) | 22e Awad | Arbitrage : Paul Walker Hideki Kinoshita | Arbitrage : Paul Walker Hideki Kinoshita |
| 27 novembre 2021 09h30 | Rapport              |         |          | Arbitrage : Paul Walker Hideki Kinoshita | Arbitrage : Paul Walker Hideki Kinoshita |

| Match 23               | Argentine                                            | 4 - 3   | Pakistan                               |                                              |                                              |
| 28 novembre 2021 17h00 | Capurro 10e · Nardolillo 20e · Ruíz 30e · Ibarra 47e | (3 - 2) | 17e Abdul Ra. · 28e Ali R. · 53e Ahmed | Arbitrage : Paul van den Assum Sean Rapaport | Arbitrage : Paul van den Assum Sean Rapaport |
| 28 novembre 2021 17h00 | Rapport                                              |         |                                        | Arbitrage : Paul van den Assum Sean Rapaport | Arbitrage : Paul van den Assum Sean Rapaport |

| Match 24 | Allemagne | 11 - 0  | Égypte |                                      |                                      |
| 19h30    | Schwarzhaupt 9e, 19e · Kutter 11e · Smith 16e · Pfandt 20e, 30e · Poljaric 22e, 58e · Barry 38e · Struthoff 44e, 49e | (7 - 0) |        | Arbitrage : Deepak Joshi Tyler Klenk | Arbitrage : Deepak Joshi Tyler Klenk |
| 19h30    | Rapport |         |        | Arbitrage : Deepak Joshi Tyler Klenk | Arbitrage : Deepak Joshi Tyler Klenk |

## Phase de classement
|  | 9e - 16e place | 9e - 16e place |                |          | 9e - 12e place | 9e - 12e place |  |  | 9e place | 9e place |
|  | 9e - 16e place | 9e - 16e place |                |          | 9e - 12e place | 9e - 12e place |  |  | 9e place | 9e place |
|  |                |                |                |          |                |                |  |  |          |          |
|  |                |                |                |          |                |                |  |  |          |          |
|  |                |                |                |          |                |                |  |  |          |          |
|  | Canada         | 3              |                |          |                |                |  |  |          |          |
|  | Canada         | 3              |                |          |                |                |  |  |          |          |
|  | Afrique du Sud | 7              |                |          |                |                |  |  |          |          |
|  | Afrique du Sud | 7              | Afrique du Sud | 3 (4)    |                |                |  |  |          |          |
|  |                |                | Afrique du Sud | 3 (4)    |                |                |  |  |          |          |
|  |                | Pakistan       | 3 (1)          |          |                |                |  |  |          |          |
|  | Pakistan       | Pakistan       | 3 (1)          | 18       |                |                |  |  |          |          |
|  | Pakistan       |                |                | 18       |                |                |  |  |          |          |
|  | États-Unis     | 2              |                |          |                |                |  |  |          |          |
|  | États-Unis     | 2              | Afrique du Sud | 4        |                |                |  |  |          |          |
|  |                |                | Afrique du Sud | 4        |                |                |  |  |          |          |
|  |                | Corée du Sud   | 0              |          |                |                |  |  |          |          |
|  | Corée du Sud   | Corée du Sud   | 0              | 3 (6)    |                |                |  |  |          |          |
|  | Corée du Sud   |                |                | 3 (6)    |                |                |  |  |          |          |
|  | Égypte         | 3 (5)          |                |          |                |                |  |  |          |          |
|  | Égypte         | 3 (5)          | Corée du Sud   | 3        |                |                |  |  |          |          |
|  |                |                | Corée du Sud   | 3        | 11e place      |                |  |  |          |          |
|  |                | Pologne        | 2              |          |                |                |  |  |          |          |
|  | Pologne        | Pologne        | 2              | 2        |                |                |  |  |          |          |
|  | Pologne        |                |                | 2        |                |                |  |  |          |          |
|  | Chili          | 1              |                | Pakistan | 5              |                |  |  |          |          |
|  | Chili          | 1              |                | Pakistan | 5              |                |  |  |          |          |
|  |                |                |                |          |                |                |  |  | Pologne  | 0        |
|  |                |                |                |          |                |                |  |  | Pologne  | 0        |

### Matchs de placement
| Match 25               | Canada                               | 3 - 7   | Afrique du Sud                                                           |                                               |                                               |
| 30 novembre 2021 10h30 | McCulloch 50e · Davis 55e · Bird 58e | (0 - 3) | 16e, 31e, 35e Le Forestier · 26e Abdulla · 28e, 48e Morgan · 54e De Lora | Arbitrage : Michael Dutrieux Antonio Ilgrande | Arbitrage : Michael Dutrieux Antonio Ilgrande |
| 30 novembre 2021 10h30 | Rapport                              |         |                                                                          | Arbitrage : Michael Dutrieux Antonio Ilgrande | Arbitrage : Michael Dutrieux Antonio Ilgrande |

| Match 26 | Pakistan | 18 - 2  | États-Unis      |                                     |                                     |
| 13h30    | Abuzar 14e, 28e, 57e · Ali R. 20e, 46e · Umair 23e · Rooman 24e · Abdul Re. 27e · Abdul Ra. 27e, 33e, 35e, 54e · Moin 36e · Abdul M. 37e · Mohsin 39e · Ali G. 42e · Muhib 43e · Muhammad H. 56e | (7 - 1) | 30e, 40e Quaile | Arbitrage : Paul Walker Tyler Klenk | Arbitrage : Paul Walker Tyler Klenk |
| 13h30    | Rapport |         |                 | Arbitrage : Paul Walker Tyler Klenk | Arbitrage : Paul Walker Tyler Klenk |

| Match 27 | Pologne                            | 2 - 1   | Chili      |                                       |                                       |
| 16h30    | Blaszkiewicz 22e · T. Bembenek 60e | (1 - 1) | 9e Beroggi | Arbitrage : Deepak Joshi Peter Kabaso | Arbitrage : Deepak Joshi Peter Kabaso |
| 16h30    | Rapport                            |         |            | Arbitrage : Deepak Joshi Peter Kabaso | Arbitrage : Deepak Joshi Peter Kabaso |

| Match 28 | Corée du Sud                                                  | 3 - 3             | Égypte                                                                          |                                              |                                              |
| 19h30    | Kim H. 18e · Jeong 20e, 58e                                   | (2 - 0)           | 42e, 56e Elganayni · 46e Ragab                                                  | Arbitrage : Hideki Kinoshita Federico Garcia | Arbitrage : Hideki Kinoshita Federico Garcia |
| 19h30    | Rapport                                                       |                   |                                                                                 | Arbitrage : Hideki Kinoshita Federico Garcia | Arbitrage : Hideki Kinoshita Federico Garcia |
| 19h30    | Bae · Yoo · Cheon · Lee Se. · Song · ---- · Bae · Cheon · Yoo | Tirs au but 6 - 5 | Elganayni · Elgandy · Adel · Ragab · Galal · ---- · Elganayni · Elgandy · Ragab | Arbitrage : Hideki Kinoshita Federico Garcia | Arbitrage : Hideki Kinoshita Federico Garcia |

### De la treizième à la seizième place
|  | 13e - 16e place | 13e - 16e place |           |   | 13e place | 13e place |
|  | 13e - 16e place | 13e - 16e place |           |   | 13e place | 13e place |
|  |                 |                 |           |   |           |           |
|  |                 |                 |           |   |           |           |
|  |                 |                 |           |   |           |           |
|  | Canada          | 4               |           |   |           |           |
|  | Canada          | 4               |           |   |           |           |
|  | États-Unis      | 0               |           |   |           |           |
|  | États-Unis      | 0               | Canada    | 2 |           |           |
|  |                 |                 | Canada    | 2 |           |           |
|  |                 | Chili           | 1         |   |           |           |
|  | Égypte          | Chili           | 1         | 0 |           |           |
|  | Égypte          |                 |           | 0 |           |           |
|  | Chili           | 1               |           |   |           |           |
|  | Chili           | 1               | 15e place |   |           |           |
|  |                 |                 |           |   |           |           |
|  |                 |                 |           |   |           |           |
|  |                 |                 |           |   |           |           |
|  | Égypte          | 2 (0)           |           |   |           |           |
|  | Égypte          | 2 (0)           |           |   |           |           |
|  | États-Unis      | 2 (3)           |           |   |           |           |
|  | États-Unis      | 2 (3)           |           |   |           |           |

#### Barrages
| Match 33              | Canada                                     | 4 - 0   | États-Unis |                                               |                                               |
| 2 décembre 2021 10h30 | Tardif 20e · Bird 25e, 52e · McCulloch 38e | (2 - 0) |            | Arbitrage : Hideki Kinoshita Antonio Ilgrande | Arbitrage : Hideki Kinoshita Antonio Ilgrande |
| 2 décembre 2021 10h30 | Rapport                                    |         |            | Arbitrage : Hideki Kinoshita Antonio Ilgrande | Arbitrage : Hideki Kinoshita Antonio Ilgrande |

| Match 34 | Égypte  | 0 - 1   | Chili          |                                             |                                             |
| 13h30    |         | (0 - 0) | 46e Valenzuela | Arbitrage : Michael Dutrieux Alex Fedenczuk | Arbitrage : Michael Dutrieux Alex Fedenczuk |
| 13h30    | Rapport |         |                | Arbitrage : Michael Dutrieux Alex Fedenczuk | Arbitrage : Michael Dutrieux Alex Fedenczuk |

#### Quinzième et seizième place
| Match 41              | Égypte                     | 2 - 2             | États-Unis              |                                           |                                           |
| 4 décembre 2021 10h30 | Elganayni 1e, 24e          | (2 - 0)           | 53e, 60e Kloen          | Arbitrage : Deepak Joshi Hideki Kinoshita | Arbitrage : Deepak Joshi Hideki Kinoshita |
| 4 décembre 2021 10h30 | Rapport                    |                   |                         | Arbitrage : Deepak Joshi Hideki Kinoshita | Arbitrage : Deepak Joshi Hideki Kinoshita |
| 4 décembre 2021 10h30 | Elganayni · Elgandy · Adel | Tirs au but 0 - 3 | Kloen · Quaile · Sharma | Arbitrage : Deepak Joshi Hideki Kinoshita | Arbitrage : Deepak Joshi Hideki Kinoshita |

#### Treizième et quatorzième place
| Match 42              | Canada                | 2 - 1   | Chili       |                                      |                                      |
| 4 décembre 2021 13h30 | Jacoby 40e · Kang 52e | (0 - 0) | 57e Amoroso | Arbitrage : Paul Walker Peter Kabaso | Arbitrage : Paul Walker Peter Kabaso |
| 4 décembre 2021 13h30 | Rapport               |         |             | Arbitrage : Paul Walker Peter Kabaso | Arbitrage : Paul Walker Peter Kabaso |

### De la neuvième à la douzième place

#### Barrages
| Match 35              | Afrique du Sud                            | 3 - 3             | Pakistan                                 |                                             |                                             |
| 2 décembre 2021 16h30 | Ngubane 32e · Morgan 37e · Abdulla 38e    | (0 - 2)           | 5e Abuzar · 25e Abdul S. · 37e Abdul Ra. | Arbitrage : Deepak Joshi Paul van den Assum | Arbitrage : Deepak Joshi Paul van den Assum |
| 2 décembre 2021 16h30 | Rapport                                   |                   |                                          | Arbitrage : Deepak Joshi Paul van den Assum | Arbitrage : Deepak Joshi Paul van den Assum |
| 2 décembre 2021 16h30 | Le Forestier · De Lora · Simons · Ngubane | Tirs au but 4 - 1 | Moin · Adeel · Abdul Ra.                 | Arbitrage : Deepak Joshi Paul van den Assum | Arbitrage : Deepak Joshi Paul van den Assum |

| Match 36 | Corée du Sud               | 3 - 2   | Pologne            |                                            |                                            |
| 19h30    | Hong 12e · Kim H. 27e, 33e | (2 - 2) | 21e, 26e Rutkowski | Arbitrage : Ilanggo Kanabathu Peter Kabaso | Arbitrage : Ilanggo Kanabathu Peter Kabaso |
| 19h30    | Rapport                    |         |                    | Arbitrage : Ilanggo Kanabathu Peter Kabaso | Arbitrage : Ilanggo Kanabathu Peter Kabaso |

#### Onzième et douzième place
| Match 43              | Pakistan                                                      | 5 - 0   | Pologne |                                               |                                               |
| 4 décembre 2021 16h30 | Ali R. 2e, 6e · Shakeel 22e · Abdul Ra. 30e · Muhammad H. 43e | (4 - 0) |         | Arbitrage : Michael Dutrieux Antonio Ilgrande | Arbitrage : Michael Dutrieux Antonio Ilgrande |
| 4 décembre 2021 16h30 | Rapport                                                       |         |         | Arbitrage : Michael Dutrieux Antonio Ilgrande | Arbitrage : Michael Dutrieux Antonio Ilgrande |

#### Neuvième et dixième place
| Match 44              | Afrique du Sud                            | 4 - 0   | Corée du Sud |                                        |                                        |
| 4 décembre 2021 19h30 | Morgan 35e, 47e · De Lora 47e · Kraai 53e | (0 - 0) |              | Arbitrage : Tyler Klenk Alex Fedenczuk | Arbitrage : Tyler Klenk Alex Fedenczuk |
| 4 décembre 2021 19h30 | Rapport                                   |         |              | Arbitrage : Tyler Klenk Alex Fedenczuk | Arbitrage : Tyler Klenk Alex Fedenczuk |

## Tour des médailles
|  | Quarts de finale | Quarts de finale |           |       | Demi-finales           | Demi-finales |  |  | Finale | Finale |
|  | Quarts de finale | Quarts de finale |           |       | Demi-finales           | Demi-finales |  |  | Finale | Finale |
|  |                  |                  |           |       |                        |              |  |  |        |        |
|  |                  |                  |           |       |                        |              |  |  |        |        |
|  |                  |                  |           |       |                        |              |  |  |        |        |
|  | Inde             | 1                |           |       |                        |              |  |  |        |        |
|  | Inde             | 1                |           |       |                        |              |  |  |        |        |
|  | Belgique         | 0                |           |       |                        |              |  |  |        |        |
|  | Belgique         | 0                | Inde      | 2     |                        |              |  |  |        |        |
|  |                  |                  | Inde      | 2     |                        |              |  |  |        |        |
|  |                  | Allemagne        | 4         |       |                        |              |  |  |        |        |
|  | Allemagne        | Allemagne        | 4         | 2 (3) |                        |              |  |  |        |        |
|  | Allemagne        |                  |           | 2 (3) |                        |              |  |  |        |        |
|  | Espagne          | 2 (1)            |           |       |                        |              |  |  |        |        |
|  | Espagne          | 2 (1)            | Allemagne | 2     |                        |              |  |  |        |        |
|  |                  |                  | Allemagne | 2     |                        |              |  |  |        |        |
|  |                  | Argentine        | 4         |       |                        |              |  |  |        |        |
|  | Pays-Bas         | Argentine        | 4         | 1     |                        |              |  |  |        |        |
|  | Pays-Bas         |                  |           | 1     |                        |              |  |  |        |        |
|  | Argentine        | 2                |           |       |                        |              |  |  |        |        |
|  | Argentine        | 2                | Argentine | 0 (3) |                        |              |  |  |        |        |
|  |                  |                  | Argentine | 0 (3) | Match pour la 3e place |              |  |  |        |        |
|  |                  | France           | 0 (1)     |       |                        |              |  |  |        |        |
|  | Malaisie         | France           | 0 (1)     | 0     |                        |              |  |  |        |        |
|  | Malaisie         |                  |           | 0     |                        |              |  |  |        |        |
|  | France           | 4                |           | Inde  | 1                      |              |  |  |        |        |
|  | France           | 4                |           | Inde  | 1                      |              |  |  |        |        |
|  |                  |                  |           |       |                        |              |  |  | France | 3      |
|  |                  |                  |           |       |                        |              |  |  | France | 3      |

### Quarts de finale
| Match 29                | Allemagne                             | 2 - 2             | Espagne                                    |                                        |                                        |
| 1er décembre 2021 10h30 | Kutter 5e · Pfandt 60e                | (1 - 1)           | 11e Abajo · 59e De Ignacio-Simó            | Arbitrage : Paul Walker Alex Fedenczuk | Arbitrage : Paul Walker Alex Fedenczuk |
| 1er décembre 2021 10h30 | Rapport                               |                   |                                            | Arbitrage : Paul Walker Alex Fedenczuk | Arbitrage : Paul Walker Alex Fedenczuk |
| 1er décembre 2021 10h30 | Struthoff · Müller · Poljaric · Smith | Tirs au but 3 - 1 | De Ignacio-Simó · Abajo · Clapés · Fortuño | Arbitrage : Paul Walker Alex Fedenczuk | Arbitrage : Paul Walker Alex Fedenczuk |

| Match 30 | Pays-Bas    | 1 - 2   | Argentine                 |                                         |                                         |
| 13h30    | Bukkens 25e | (1 - 1) | 24e Kruger · 59e Agostini | Arbitrage : Dan Barstow Federico Garcia | Arbitrage : Dan Barstow Federico Garcia |
| 13h30    | Rapport     |         |                           | Arbitrage : Dan Barstow Federico Garcia | Arbitrage : Dan Barstow Federico Garcia |

| Match 31 | Malaisie | 0 - 4   | France                                    |                                            |                                            |
| 16h30    |          | (0 - 2) | 14e, 24e, 60e T. Clément · 31e M. Clément | Arbitrage : Paul van den Assum Tyler Klenk | Arbitrage : Paul van den Assum Tyler Klenk |
| 16h30    | Rapport  |         |                                           | Arbitrage : Paul van den Assum Tyler Klenk | Arbitrage : Paul van den Assum Tyler Klenk |

| Match 32 | Inde           | 1 - 0   | Belgique |                                    |                                    |
| 19h30    | Shardanand 21e | (1 - 0) |          | Arbitrage : Eric Koh Sean Rapaport | Arbitrage : Eric Koh Sean Rapaport |
| 19h30    | Rapport        |         |          | Arbitrage : Eric Koh Sean Rapaport | Arbitrage : Eric Koh Sean Rapaport |

### De la cinquième à la huitième place
|  | 5e - 8e place | 5e - 8e place |          |   | 5e place | 5e place |
|  | 5e - 8e place | 5e - 8e place |          |   | 5e place | 5e place |
|  |               |               |          |   |          |          |
|  |               |               |          |   |          |          |
|  |               |               |          |   |          |          |
|  | Belgique      | 2 (4)         |          |   |          |          |
|  | Belgique      | 2 (4)         |          |   |          |          |
|  | Espagne       | 2 (3)         |          |   |          |          |
|  | Espagne       | 2 (3)         | Belgique | 4 |          |          |
|  |               |               | Belgique | 4 |          |          |
|  |               | Pays-Bas      | 6        |   |          |          |
|  | Pays-Bas      | Pays-Bas      | 6        | 9 |          |          |
|  | Pays-Bas      |               |          | 9 |          |          |
|  | Malaisie      | 3             |          |   |          |          |
|  | Malaisie      | 3             | 7e place |   |          |          |
|  |               |               |          |   |          |          |
|  |               |               |          |   |          |          |
|  |               |               |          |   |          |          |
|  | Espagne       | 4             |          |   |          |          |
|  | Espagne       | 4             |          |   |          |          |
|  | Malaisie      | 1             |          |   |          |          |
|  | Malaisie      | 1             |          |   |          |          |

#### Barrages
| Match 37              | Belgique                                  | 2 - 2             | Espagne                                           |                                        |                                        |
| 3 décembre 2021 10h30 | Wilbers 33e · Stockbroekx 56e             | (0 - 2)           | 4e, 24e Pa. Cunill                                | Arbitrage : Tyler Klenk Alex Fedenczuk | Arbitrage : Tyler Klenk Alex Fedenczuk |
| 3 décembre 2021 10h30 | Rapport                                   |                   |                                                   | Arbitrage : Tyler Klenk Alex Fedenczuk | Arbitrage : Tyler Klenk Alex Fedenczuk |
| 3 décembre 2021 10h30 | Duvekot · Stockbroekx · Biekens · Wilbers | Tirs au but 4 - 3 | Vilallonga · Rodríguez · Clapés · Abajo · Lacalle | Arbitrage : Tyler Klenk Alex Fedenczuk | Arbitrage : Tyler Klenk Alex Fedenczuk |

| Match 38 | Pays-Bas                                                                           | 9 - 3   | Malaisie                                       |                                      |                                      |
| 13h30    | Bukkens 3e, 38e, 60e · Dommershuijzen 4e, 14e, 34e · De Bie 37e · Huussen 51e, 57e | (3 - 0) | 41e Muhammad K. · 59e Akhimullah · 60e Firadus | Arbitrage : Deepak Joshi Paul Walker | Arbitrage : Deepak Joshi Paul Walker |
| 13h30    | Rapport                                                                            |         |                                                | Arbitrage : Deepak Joshi Paul Walker | Arbitrage : Deepak Joshi Paul Walker |

#### Septième et huitième place
| Match 45              | Espagne                                                   | 4 - 1   | Malaisie      |                                                 |                                                 |
| 5 décembre 2021 10h30 | De Ignacio-Simó 7e · Pa. Cunill 49e, 58e · Pe. Cunill 55e | (1 - 1) | 4e Akhimullah | Arbitrage : Michael Dutrieux Paul van den Assum | Arbitrage : Michael Dutrieux Paul van den Assum |
| 5 décembre 2021 10h30 | Rapport                                                   |         |               | Arbitrage : Michael Dutrieux Paul van den Assum | Arbitrage : Michael Dutrieux Paul van den Assum |

#### Cinquième et sixième place
| Match 46              | Belgique                                      | 4 - 6   | Pays-Bas                                                              |                                           |                                           |
| 5 décembre 2021 13h30 | Deplus 25e · Duvekot 36e, 38e · De Winter 52e | (1 - 4) | 8e, 20e, 27e Bukkens · 15e Van Bijnen · 39e Jansen · 50e Van der Veen | Arbitrage : Sean Rapaport Federico Garcia | Arbitrage : Sean Rapaport Federico Garcia |
| 5 décembre 2021 13h30 | Rapport                                       |         |                                                                       | Arbitrage : Sean Rapaport Federico Garcia | Arbitrage : Sean Rapaport Federico Garcia |

### De la première à la quatrième place

#### Demi-finales
| Match 40              | Argentine                            | 0 - 0             | France                                 |                                           |                                           |
| 3 décembre 2021 16h30 |                                      | (0 - 0)           |                                        | Arbitrage : Sean Rapaport Federico Garcia | Arbitrage : Sean Rapaport Federico Garcia |
| 3 décembre 2021 16h30 | Rapport                              |                   |                                        | Arbitrage : Sean Rapaport Federico Garcia | Arbitrage : Sean Rapaport Federico Garcia |
| 3 décembre 2021 16h30 | Méndez · Zarate · Capurro · Agostini | Tirs au but 3 - 1 | Igau · T. Clément · Sellier · Montecot | Arbitrage : Sean Rapaport Federico Garcia | Arbitrage : Sean Rapaport Federico Garcia |

| Match 39 | Inde                  | 2 - 4   | Allemagne                                                |                                  |                                  |
| 19h30    | Sudeep 25e · Boby 60e | (1 - 4) | 15e Kleinlein · 21e Holzmüller · 24e Müller · 25e Kutter | Arbitrage : Dan Barstow Eric Koh | Arbitrage : Dan Barstow Eric Koh |
| 19h30    | Rapport               |         |                                                          | Arbitrage : Dan Barstow Eric Koh | Arbitrage : Dan Barstow Eric Koh |

#### Troisième et quatrième place
| Match 47              | Inde       | 1 - 3   | France                   |                                     |                                     |
| 5 décembre 2021 16h30 | Sudeep 42e | (0 - 1) | 26e, 34e, 47e T. Clément | Arbitrage : Paul Walker Tyler Klenk | Arbitrage : Paul Walker Tyler Klenk |
| 5 décembre 2021 16h30 | Rapport    |         |                          | Arbitrage : Paul Walker Tyler Klenk | Arbitrage : Paul Walker Tyler Klenk |

#### Finale
| Match 48              | Allemagne              | 2 - 4   | Argentine                           |                                  |                                  |
| 5 décembre 2021 19h30 | Häner 36e · Pfandt 47e | (0 - 2) | 10e, 25e, 50e Domene · 60e Agostini | Arbitrage : Dan Barstow Eric Koh | Arbitrage : Dan Barstow Eric Koh |
| 5 décembre 2021 19h30 | Rapport                |         |                                     | Arbitrage : Dan Barstow Eric Koh | Arbitrage : Dan Barstow Eric Koh |

## Classement final
| Rang                      | Équipe         | J | V | N | D | BP | BC | Diff | Pts | Résultat         |
| ------------------------- | -------------- | - | - | - | - | -- | -- | ---- | --- | ---------------- |
| Médaille d'or, monde      | Argentine      | 6 | 4 | 1 | 1 | 26 | 9  | +17  | 13  | Champion         |
| Médaille d'argent, monde  | Allemagne      | 6 | 4 | 1 | 1 | 27 | 12 | +15  | 13  | Vice-champion    |
| Médaille de bronze, monde | France         | 6 | 5 | 1 | 0 | 30 | 7  | +23  | 16  | Troisième        |
| 4                         | Inde           | 6 | 3 | 0 | 3 | 29 | 15 | +14  | 9   | Quatrième        |
| 5                         | Pays-Bas       | 6 | 5 | 0 | 1 | 45 | 16 | +29  | 15  | Quarts de finale |
| 6                         | Belgique       | 6 | 2 | 2 | 2 | 15 | 11 | +4   | 8   | Quarts de finale |
| 7                         | Espagne        | 6 | 3 | 2 | 1 | 36 | 8  | +28  | 11  | Quarts de finale |
| 8                         | Malaisie       | 6 | 2 | 1 | 3 | 11 | 22 | -11  | 7   | Quarts de finale |
| 9                         | Afrique du Sud | 6 | 3 | 1 | 2 | 23 | 16 | +7   | 10  | Phase de groupes |
| 10                        | Corée du Sud   | 6 | 2 | 1 | 3 | 16 | 31 | -15  | 7   | Phase de groupes |
| 11                        | Pakistan       | 6 | 3 | 1 | 2 | 34 | 15 | +19  | 10  | Phase de groupes |
| 12                        | Pologne        | 6 | 2 | 0 | 4 | 8  | 24 | -16  | 6   | Phase de groupes |
| 13                        | Canada         | 6 | 2 | 0 | 4 | 11 | 22 | -11  | 6   | Phase de groupes |
| 14                        | Chili          | 6 | 1 | 0 | 5 | 5  | 14 | -9   | 3   | Phase de groupes |
| 15                        | États-Unis     | 6 | 0 | 1 | 5 | 5  | 60 | -55  | 1   | Phase de groupes |
| 16                        | Égypte         | 6 | 0 | 2 | 4 | 6  | 34 | -28  | 2   | Phase de groupes |